# Spominski park miru v Hirošimi
Spominski park miru v Hirošimi (広島平和記念公園, Hirošima Heiva Kinen Kōen) je spominski park v središču Hirošime na Japonskem. Posvečen je dediščini Hirošime kot prvega mesta na svetu, ki je ob koncu druge svetovne vojne utrpelo jedrski napad, ter spominom na neposredne in posredne žrtve bombe (ki jih je bilo morda celo 140.000). ). Spominski park miru v Hirošimi vsako leto obišče več kot milijon ljudi. Park je tam v spomin na žrtve jedrskega napada 6. avgusta 1945, v katerem so ZDA odvrgle atomsko bombo na japonsko mesto Hirošima. Spominski park miru v Hirošimi je načrtoval in oblikoval japonski arhitekt Kenzo Tange v Tange Lab.
Lokacija Spominskega parka miru v Hirošimi je bila nekoč najbolj živahna trgovska in stanovanjska četrt v središču mesta. Park je bil zgrajen na odprtem polju, ki je nastalo zaradi eksplozije. Danes je tu vrsta spomenikov, muzejev in predavalnic, ki jih letno obišče več kot milijon obiskovalcev. V parku poteka tudi letna spominska slovesnost miru 6. avgusta, ki jo sponzorira mesto Hirošima. Namen Spominskega parka miru ni le počastitev spomina na žrtve bombardiranja, temveč tudi ovekovečenje spomina na jedrske grozote in zagovarjanje svetovnega miru.

## Pomembni simboli

### Kupola A-Bombe
Kupola A-Bombe so skeletne ruševine nekdanje Prefekturne industrijske promocijske dvorane Hirošime. To je stavba, ki je bila najbližja hipocentru jedrske bombe, in je vsaj delno ostala stoječa. Ostala je taka kot po bombardiranju v spomin na žrtve. Kupola A-Bombe, ki ji pripisujejo občutek svetosti in transcendence, stoji v oddaljenem ceremonialnem pogledu, ki je viden iz osrednjega kenotafa Spominskega parka miru. Je uradno določeno mesto spomina na skupno dediščino katastrofe naroda in človeštva. Kupola A-Bombe je bila dodana na Unescov seznam svetovne dediščine 7. decembra 1996. Številni preživeli in državljani Hirošime so si prizadevali za registracijo kupole atomske bombe kot svetovne dediščine, saj je bila »simbol groze in jedrskega orožja ter zaobljube človeštva miru«. Ta kolektivna peticija številnih državljanskih skupin je končno dobila vpliv, ko je japonska vlada decembra 1995 uradno priporočila kupolo odboru za svetovno dediščino. Mesto Hirošima je 25. aprila 1997 postavilo oznako na kupolo A-Bombe. Piše:
 Kot zgodovinska priča, ki izraža tragedijo trpljenja prve atomske bombe v človeški zgodovini in kot simbol, ki se zaobljublja, da si bo zvesto prizadeval za odpravo jedrskega orožja in večni svetovni mir, je bila kupola Genbaku dodana na seznam svetovne dediščine v skladu s Konvencijo o varstvu svetovne kulturne in naravne dediščine (World Heritage Conven).« 7. december 1996, mesto Hirošima.

### Otroški spomenik miru
Otroški spomenik miru je kip, posvečen spominu na otroke, ki so umrli zaradi bombardiranja. Kip predstavlja deklico z iztegnjenimi rokami, nad njo pa se dviga zložen papirnati žerjav. Kip temelji na resnični zgodbi Sadako Sasaki (佐々木禎子), mladega dekleta, ki je umrlo zaradi sevanja bombe. Znana je po tem, da je kot odgovor na japonsko legendo zložila več kot 1000 papirnatih žerjavov. Še danes ljudje (večinoma otroci) z vsega sveta zlagajo žerjave in jih pošiljajo v Hirošimo, kjer jih postavijo blizu kipa. V bližini kipa je stalno dopolnjevana zbirka zloženih žerjavov.

### Hiša počitka
Hiša počitka v Spominskem parku miru je še ena stavba v parku, ki je bila napadena z atomsko bombo. Stavba je bila zgrajena kot trgovina Taišoja Kimono marca 1929. Uporabljena je bila kot postaja za distribucijo goriva, ko je junija 1944 začelo primanjkovati goriva. 6. avgusta 1945, ko je eksplodirala bomba, je bila streha zdrobljena, notranjost uničena, zgorelo je vse potrošno blago razen v kleti. Nazadnje je v bombnem napadu umrlo 36 ljudi v stavbi; 47-letni Eizo Nomura je preživel v kleti, ki je imela betonsko streho, skozi katero je sevanje težje prodrlo. Preživel je do svojega 80 leta.
Nekdanje okrožje Nakadžima, ki je danes Spominski park miru, je bilo v zgodnjih letih obdobja Šova (1926–89) pomembna poslovna četrt mesta in je bilo mesto številnih lesenih dvonadstropnih zgradb. Toda leta 1929 je bila zgrajena trinadstropna trgovina s kimoni Taišoja, obkrožena s trgovinami in kinodvoranami. Rečeno je bilo, da če se povzpneš na streho, te čaka panoramski pogled na mesto. Leta 1943 so trgovino kimonov zaprli in junija 1944, ko se je druga svetovna vojna stopnjevala in je gospodarski nadzor postajal vse strožji, je stavbo kupil Prefectural Fuel Rationing Union.
6. avgusta 1945 ob 8.15 zjutraj je eksplozija atomske bombe okoli 600 metrov nad hipocentrom porušila betonsko streho stavbe. Notranjost je bila prav tako močno poškodovana in uničena zaradi požarov, ki so sledili, in vsi v notranjosti so bili ubiti razen Nomure, ki je čudežno preživel. Stavba je bila kmalu po vojni obnovljena in uporabljena kot razdeljevalnica kuriva. Leta 1957 je bil tam ustanovljen Hirošimski vzhodni urad za obnovo, ki je postal jedro programa obnove mesta.
V času bombardiranja je tam delalo 37 ljudi. Vsi so umrli, z izjemo Eiza Nomure, ki se je v tistem trenutku spustil v klet in preživel bombardiranje. Nomura, ki je bil takrat star 47 let, je bil delavec sindikata prefekture Hirošima za racioniranje goriva. Nomura je uspel pobegniti skozi naraščajoči ogenj in močan dim. Vendar pa se je po preživetju boril z visoko vročino, drisko, krvavečimi dlesni in drugimi simptomi, ki jih je povzročilo sevanje.
Čeprav je bila stavba močno poškodovana, je še vedno stala in je bila kmalu po vojni obnovljena z novo leseno streho. Po vojni je občinska vlada Hirošime kupila stavbo in v njej ustanovila povojni urad za obnovo. Danes se uporablja kot hiša počitka v Spominskem parku miru. Počivališče je bilo že večkrat predmet razprav o tem, ali ga je treba ohraniti ali ne. Leta 1995 se je mesto odločilo porušiti stavbo, vendar je bil načrt odložen. Eden od razlogov je bila razglasitev Kupole A-Bombe kot svetovne dediščine.
Trenutno se prvo nadstropje Hiše počitka uporablja kot turistična informacijska pisarna in trgovina s spominki, drugo/tretje nadstropje kot pisarne, klet pa je ohranjena skoraj takšna, kot je bila v času bombardiranja.

## Proslave

### Spominska slovesnost miru v Hirošimi
Vsako leto 6. avgusta, na »dan atomske bombe«, mesto Hirošima organizira spominsko slovesnost miru v Hirošimi, da bi potolažila žrtve in molila za uresničitev trajnega svetovnega miru. Slovesnost poteka zjutraj od 8.00 ure pred spominskim kenotafom s številnimi občani, vključno z družinami pokojnikov. Med slovesnostjo se z enominutnim molkom počastijo žrtve ob 8.15 zjutraj, ko je bila eksplozija atomske bombe.

### Obred z lučkami
Zvečer istega dne poteka slovesnost z lučkami, ki je namenjena pošiljanju duhov žrtev na lučkah z mirovnimi sporočili, ki plavajo po vodah reke Motojasu.

## Muzeji

### Spominski muzej miru v Hirošimi
Spominski muzej miru v Hirošimi je glavni muzej v parku, namenjen izobraževanju obiskovalcev o bombi. Muzej ima eksponate in informacije o nastajanju vojne, vlogi Hirošime v vojni do bombardiranja ter obsežne informacije o bombardiranju in njegovih učinkih, skupaj s številnimi spominki in slikami iz bombardiranja. Stavba ima tudi pogled na Spominski kenotaf, Plamen miru in kupolo A-Bombe.

### Mednarodni konferenčni center
Mednarodni konferenčni center Hirošima stoji v Parku miru, na zahodni strani glavne stavbe Hirošimskega spominskega muzeja miru.

### Državna spominska dvorana miru v Hirošimi
Državna spominska dvorana miru v Hirošimi za žrtve atomske bombe je prizadevanje japonske nacionalne vlade, da se spomni in žaluje za sveto žrtvovanje žrtev atomske bombe. Je tudi izraz japonske želje po pristnem in trajnem miru. Dvorana vsebuje številne prikaze. Na strehi blizu vhoda (muzej je pod zemljo) je ura zamrznjena na 8:15, ko je eksplodirala bomba. Muzej vsebuje seminarsko sobo, knjižnico, prostor za začasno razstavo in prostor za informacije o žrtvah. Dvorana spomina vsebuje 360-stopinjsko panoramo uničene Hirošime, poustvarjene s 140.000 ploščicami – število ljudi, ki naj bi umrlo zaradi bombe do konca leta 1945.

## Spomeniki

### Spominski kenotaf
V bližini središča parka je betonski spomenik v obliki sedla, ki pokriva kenotaf z imeni vseh ljudi, ki jih je ubila bomba. Spomenik je poravnan tako, da uokvirja plamen miru in kupolo A-bombe. Spominski kenotaf je bil eden prvih spomenikov, zgrajenih na prostem 6. avgusta 1952. Oblika loka predstavlja zatočišče za duše žrtev.
Kenotaf nosi epitaf 安らかに眠って下さい 過ちは 繰返しませぬから, kar pomeni »prosim, počivaj v miru, ker [mi/oni] ne bomo ponovili napake«. V japonščini je predmet stavka izpuščen, zato bi ga lahko razlagali bodisi kot »[ne] bomo ponovili napake« ali kot »[ne bodo] ponovili napake«. To je bilo namenjeno počastitvi spomina na žrtve Hirošime brez politizacije vprašanja, pri čemer je bilo izkoriščeno dejstvo, da vljuden japonski govor običajno najprej zahteva leksikalno dvoumnost. Epitaf je napisal Tadajoši Saika, profesor angleške književnosti na Univerzi v Hirošimi. Priskrbel je tudi angleški prevod: »Naj vse duše tukaj počivajo v miru, ker ne bomo ponovili zla«. 3. novembra 1983 je bila dodana tabla z razlago v angleščini, da bi izrazila namen profesorja Saike, da se mi nanaša na vse človeštvo, ne posebej na Japonce ali Američane, in da je napaka zlo vojne.
 Napis na sprednji plošči ponuja molitev za miren pokoj žrtev in zavezo v imenu vsega človeštva, da se zlo vojne nikoli ne ponovi. Izraža duh Hirošime — prenašanje žalosti, preseganje sovraštva, prizadevanje za harmonijo in blaginjo za vse ter hrepenenje po pristnem, trajnem svetovnem miru.
Morda ni presenetljivo, da lahko dvoumnost besedne zveze užali; nekateri desničarski krogi na Japonskem so besede razlagali kot priznanje krivde – implicitno berejo kot »mi (Japonci) ne bomo ponovili napake« – in kritizirajo epitaf kot samoobtožbo japonskega imperija. Julija 2005 je kenotaf vandaliziral Japonec, ki je povezan z japonsko desnico.

### Plamen miru
Plamen miru je še en spomenik žrtvam bombe, ki je uničila Hirošimo, vendar ima dodaten simbolni namen. Plamen gori neprekinjeno, odkar je bil prižgan leta 1964, in bo ostal prižgan, dokler ne bodo uničene vse jedrske bombe na planetu in planetu ne bo grozila jedrska anihilacija.

### Zvonovi miru
V Parku miru so trije zvonovi miru. Manjša se uporablja samo za spominsko slovesnost miru. Razen tega dne je razstavljena v vzhodni stavbi spominskega muzeja miru v Hirošimi. Bolj znani Zvon miru stoji blizu Otroškega spomenika miru in je sestavljen iz velikega japonskega zvona, ki visi znotraj majhne strukture z odprto stranjo. Obiskovalce spodbujajo, naj pozvonijo za svetovni mir in glasno in melodično zvonjenje tega zvona redno odzvanja po celotnem Parku miru.[21] Zvon miru je bil zgrajen na prostem 20. septembra 1964. Površina zvona je zemljevid sveta, »sladka točka« pa je atomski simbol, ki ga je oblikoval Masahiko Katori [1899–1988], ulil Oigo Bell Works, v Takaoki, Tojama. Napisi na zvonu so v grščini (γνῶθι σεαυτόν), japonščini in sanskrtu. Prevedeno je kot »Spoznaj samega sebe«. Grško veleposlaništvo je zvon podarilo Parku miru in izbralo najustreznejši starogrški filozofski citat Sokrata. Besedilo v sanskrtu je citat iz daljše Sukhāvatīvyūha sutre, ki ga je potrdil indijski veleposlanik. Japonsko besedilo je posredoval univerzitetni predavatelj.

### Spominska gomila atomske bombe
Spominska gomila atomske bombe je velik, s travo pokrit grič, ki vsebuje kremiran pepel 70.000 neidentificiranih žrtev bombe.

### Kenotaf za korejske žrtve
Med 400.000 ljudmi, ki so bili ubiti ali izpostavljeni smrtonosnemu sevanju po eksploziji, je bilo vsaj 45.000 Korejcev, vendar je število negotovo, ker je bilo prebivalstvo zanemarjeno kot manjšina. Poleg tega se je 300.000 preživelih iz Hirošime in Nagasakija vrnilo v Korejo po osvoboditvi izpod japonskega kolonializma. Spomenik, okrašen s korejskimi nacionalnimi simboli, je namenjen počastitvi korejskih žrtev in preživelih atomske bombe in japonskega kolonializma. Napis na spomeniku se glasi Spomenik v spomin korejskim žrtvam atomske bombe. V spomin na duše njegovega visočanstva princa Ji Vuja in več kot 20.000 drugih duš, medtem ko se napis ob strani glasi Duše mrtvi jezdijo v nebesa na želvjih hrbtih. 

### Vrata miru
Ta spomenik, dodan leta 2005, vsebuje deset vrat, pokritih z besedo »mir« v 49 jezikih z vsega sveta. Vrata predstavljajo devet krogov pekla plus enega: živi pekel Hirošime, ki ga je povzročilo atomsko bombardiranje. Vsaka vrata so visoka 9 metrov in široka 2,6 metra.

### Spominski stolp mobiliziranim študentom
Združenje za mobilizirane študente žrtev prefekture Hirošima je zgradilo ta stolp maja 1967, da bi potolažilo duše več kot 10.000 študentov, vključno s tistimi, ki so bili žrtve atomske bombe, ki so umrli v bombnih napadih med vojno v Tihem oceanu. V Hirošimi je bilo mobiliziranih 8387 študentov; 6907 jih je bilo ubitih v atomskem bombardiranju. Spomenik je visok dvanajst metrov, ima pet nadstropij in je okrašen z boginjo miru ter osmimi golobi, ki so nameščeni okoli stolpa. Ob straneh stolpa so plošče, ki prikazujejo delo, ki so ga opravljali študenti, kot je delo v tovarni, študentke, ki šivajo, ali prikazujejo študente, ki delajo za povečanje proizvodnje hrane. Pred stolpom je plošča z dvema gumboma, ki pripovedujeta osnovne informacije v japonščini ali angleščini.
- Plamen miru s spominskim muzejem miru v ozadju.
- A schoolgirl rings the Peace Bell in the Hiroshima Peace Park.
- Spominska gomila atomske bombe.
- Vrata miru
- Spominski stolp mobiliziranim študentom
- Kupola A-Bombe ob sončnem zahodu
- Hirošimski ribnik miru
- Kip matere in otroka v nevihti